# Psylliodes pyrenaea
Psylliodes pyrenaea is een keversoort uit de familie bladkevers (Chrysomelidae). De wetenschappelijke naam van de soort werd in 1921 gepubliceerd door Heikertinger.